# Fogaça

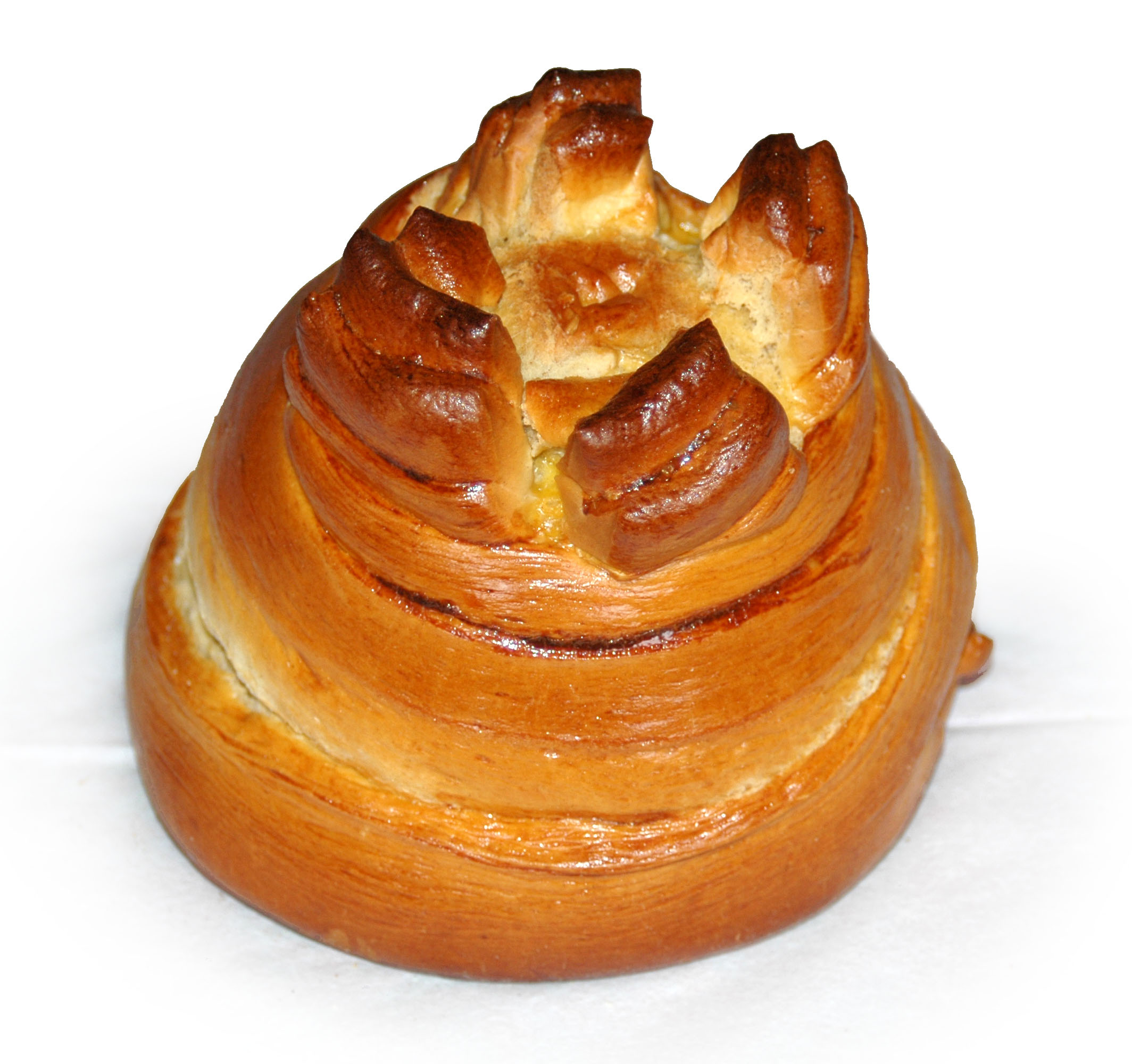
Esta fogaça es de Santa Maria da Feira, Portugal.

La fogaça es un pastel muy típico en la repostería portuguesa. Se elabora con una masa a base de mantequilla y huevo que se saboriza con canela (especia repostera típica en la culinaria portuguesa) y unas raspaduras de limón. Una de las fogaças más conocidas en Portugal es la de la región marinera de Alcochete (que suelen tener forma y textura de galletas). En la región de Alcochete se menciona de la existencia de este pastel desde el siglo XV, y es una creencia popular que este bollo nació como conmemoración de Nuestra Señora da Atalaia que según parece obró un milagro salvando a varios barcos pesqueros de una tempestad. 